# Реза (відсоток)
Реза, РЕЗ, рези — в Київській Русі — відсоток від позичених грошей.
«Руська Правда» згадує 3 роди Рез: місячні, третні (стягувалися по третинах року; дорівнювали 50%) і річні. Розмір Рез був великий і діяльність резоїмців спричинила заворушення в Києві (1113) та обмеження князем Володимиром Мономахом резоїмства. Закон Володимира Мономаха (1113 р.), «Про рези» обмежував розмір відсотка, що стягувався лихварями за грошовими позичками (не більше 20%). Цей закон створював правову основу для кредитних операцій.